# Beleihungswert
Der Beleihungswert repräsentiert im Bankwesen den Wert einer Kreditsicherheit, von dem mit hoher Wahrscheinlichkeit erwartet werden kann, dass er sich langfristig zu jedem beliebigen Zeitpunkt realisieren lässt. Er kann die absolute Obergrenze sein, bis zu der ein Kreditinstitut aufgrund interner Vorschriften Darlehen oder sonstige Kredite gewähren darf.

## Allgemeines
Da Beleihungswerte insbesondere bei Immobilienfinanzierungen eine Rolle spielen, befasst sich das seit Mai 2005 geltende Pfandbriefgesetz (PfandBG) eingehend mit der Materie. Es verlangt in seiner Legaldefinition des § 16 Abs. 2 PfandBG, dass der Beleihungswert den Wert nicht überschreiten darf, „der sich im Rahmen einer vorsichtigen Bewertung der zukünftigen Verkäuflichkeit einer Immobilie und unter Berücksichtigung der langfristigen, nachhaltigen Merkmale des Objektes, der normalen regionalen Marktgegebenheiten sowie der derzeitigen und möglichen anderweitigen Nutzungen ergibt. Spekulative Elemente dürfen dabei nicht berücksichtigt werden. Der Beleihungswert darf einen auf transparente Weise und nach einem anerkannten Bewertungsverfahren ermittelten Marktwert nicht übersteigen“. Der Marktwert ist nach dem PfandBG der geschätzte Betrag, „für welchen ein Beleihungsobjekt am Bewertungsstichtag zwischen einem verkaufsbereiten Verkäufer und einem kaufbereiten Erwerber, nach angemessenem Vermarktungszeitraum, in einer Transaktion im gewöhnlichen Geschäftsverkehr verkauft werden könnte, wobei jede Partei mit Sachkenntnis, Umsicht und ohne Zwang handelt“.
Die als Ausführungsbestimmung des § 16 Abs. 2 PfandBG erlassene Beleihungswertermittlungsverordnung (BelWertV) definiert ihn in § 3 Abs. 1 BelWertV als der Wert einer Immobilie, „der erfahrungsgemäß unabhängig von vorübergehenden, etwa konjunkturell bedingten Wertschwankungen am maßgeblichen Grundstücksmarkt und unter Ausschaltung von spekulativen Elementen während der gesamten Dauer der Beleihung bei einer Veräußerung voraussichtlich erzielt werden kann“.
Die seit Januar 2014 geltende – und diesen Bestimmungen übergeordnete – Kapitaladäquanzverordnung (englische Abkürzung CRR) beschreibt ihn in Art. 4 Abs. 1 Nr. 74 als den Wert einer Immobilie, „der bei einer vorsichtigen Bewertung ihrer künftigen Marktgängigkeit unter Berücksichtigung ihrer langfristigen dauerhaften Eigenschaften, der normalen und örtlichen Marktbedingungen, der derzeitigen Nutzung sowie angemessener Alternativnutzungen bestimmt wird“. Diese Legaldefinitionen zielen darauf ab, einen von kurzfristigen Preisschwankungen bereinigten, konstanten Wert zu beschreiben, der während der Kreditlaufzeit eine sichere Untergrenze von Verkehrs- oder Marktwert bildet.

## Gesetzliche Regelungen
Entscheidende Auswirkungen auf die Beleihungspraxis der Kreditinstitute gehen von der Kapitaladäquanzverordnung (CRR) aus. Sie stellt an die Qualität von Kreditsicherheiten sowie deren Überwachung und Überprüfung dezidierte Anforderungen, um Kreditrisikominderungseffekte zur Reduzierung der Eigenkapitalunterlegung zu erreichen. Kreditbesicherung wird hier unter dem Begriff „Kreditrisikominderungstechniken“ subsumiert. Nach § 10 Nr. 8 KWG gelten seit Januar 2014 für die Vorgaben zur Bemessung des Beleihungswerts die Bestimmungen der CRR. Diese lassen die Nutzung eines Beleihungswertes von Immobilien bei der Bestimmung der Risikogewichte und Risikopositionswerte von Realkrediten nur in denjenigen Mitgliedstaaten zu, die in ihren Rechts- oder Verwaltungsvorschriften strenge Vorgaben für seine Bemessung vorgesehen haben. In der neuen Solvabilitätsverordnung (SolvV) wird deshalb klargestellt, welchen Anforderungen ein für die Zwecke der CRR berücksichtigungsfähiger Beleihungswert genügen muss. Diese Anforderungen sind in § 22 SolvV abschließend aufgezählt. Danach muss der Beleihungswert
- nach § 16 Abs. 2 Satz 1 bis 3 PfandBG in Verbindung mit der Beleihungswertermittlungsverordnung ermittelt worden sein oder
- nach § 7 Abs. 7 Gesetz über Bausparkassen unter Beachtung einer von der BaFin genehmigten Bestimmung nach § 5 Abs. 2 Nr. 3 Gesetz über Bausparkassen ermittelt worden sein oder
- sich auf eine Immobilie in einem anderen Staat des Europäischen Wirtschaftsraums beziehen und auf Grundlage von in diesem Staat gültigen strengen Vorgaben in Rechts- oder Verwaltungsvorschriften ermittelt worden sein, die die BaFin als mit der Beleihungswertermittlungsverordnung gleichwertig anerkannt hat oder
- ein anders ermittelter nachhaltig erzielbarer Wert sein, der den Anforderungen des § 16 Abs. 2 Satz 1 bis 3 PfandBG genügt.

Die der Beleihungswertfestsetzung dienende Wertermittlung ist von einem von der Kreditentscheidung unabhängigen Gutachter vorzunehmen (§ 16 Abs. 1 PfandBG).
Die früheren Mindestanforderungen des § 20a Abs. 4 bis 8 KWG a. F. sind nunmehr ebenfalls in der Kapitaladäquanzverordnung geregelt. Die Mindestanforderungen nach Art. 208 Abs. 2 CRR betreffen die rechtliche Durchsetzbarkeit in allen relevanten Rechtsordnungen (Art. 208 Abs. 2a CRR), das Grundpfandrecht muss allen rechtlichen Anforderungen genügen (Art. 208 Abs. 2b CRR), muss zeitnah verwertbar sein (Art. 208 Abs. 2c CRR), angemessene Schadensversicherungen (Art. 208 Abs. 5 CRR) aufweisen, durch einen unabhängigen Sachverständigen geschätzt werden (Art. 229 Abs. 1 CRR) und ist jährlich (gewerbliche Immobilie) oder alle drei Jahre (Wohnimmobilien) zu überwachen (Art. 208 CRR). Ein Realkreditsplitting ist weiterhin möglich. Liegen diese Voraussetzungen im Einzelfall vor, dann erhalten Wohnimmobilien, die vom Eigentümer selbst genutzt oder vermietet sind, bei der Risikoposition im Standardansatz ein Risikogewicht von 35 % des risikogewichteten Kredites (Art. 125 Nr. 1a CRR), wobei der Wert der Wohnimmobilie nicht wesentlich positiv mit der Bonität des Kreditnehmers korrelieren darf (Art. 125 Nr. 2a CRR). Hierzu gehören selbst genutzte Industriegrundstücke, deren Werte erheblich von den Erträgen abhängen, die ein Sicherungsgeber durch die besondere Nutzung der Gewerbeimmobilie (z. B. für Fabrikgebäude) erzielt. Gewerbeimmobilien wird nach Art. 126 Nr. 1a CRR ein Risikogewicht von 50 % zugewiesen.

## Beleihungswert für andere Kreditsicherheiten
Außerhalb von grundpfandrechtlich gesicherten Immobilien wird bei Kreditinstituten im Rahmen von Kreditgewährungen auch ein Beleihungswert für andere Sachsicherheiten festgesetzt. Sach- oder Realsicherheiten gehören nach Art. 4 Abs. 1 Nr. 58 CRR zur „Besicherung mit Sicherheitsleistung“, bei der sich das mit Bankkrediten verbundene Kreditrisiko dadurch vermindert, dass das Institut das Recht hat, bei Ausfall des Kreditnehmers oder bei bestimmten anderen Kreditereignissen „bestimmte Vermögenswerte oder Beträge zu verwerten, ihren Transfer oder ihre Bereitstellung zu erwirken oder sie einzubehalten oder aber den Risikopositionsbetrag auf die Differenz zwischen diesem und dem Betrag einer Forderung gegen das Institut herabzusetzen bzw. diesen durch diese Differenz zu ersetzen“.
Die Art. 192 ff. CRR enthalten weitere Bestimmungen zu den Anforderungen an anerkennungsfähige Kreditsicherheiten und deren risikomindernde Wirkung.
Dabei müssen nach Art. 194 Abs. 1 CRR die Sicherheiten in allen relevanten Rechtsräumen rechtswirksam und durchsetzbar sein; nach Art. 194 Abs. 2 CRR sind von Banken alle erforderlichen Maßnahmen zu ergreifen, um die Wirksamkeit der Besicherung zu gewährleisten und die damit verbundenen Risiken anzugehen. Die Sicherheiten müssen nach Art. 194 Abs. 3 lit. b CRR ausreichend liquide sein und ihr Wert im Zeitablauf muss ausreichend stabil bleiben; eine zeitnahe Verwertung oder Einbehaltung muss gewährleistet sein (Art. 194 Abs. 4 CRR). Die positive Korrelation zwischen den Sicherheiten und der Kreditnehmerbonität darf nicht sehr hoch sein (Art. 194 Abs. 4 CRR). Das betrifft beispielsweise die Kreditgewährung an eine Aktiengesellschaft, die durch die Verpfändung von deren Aktien besichert werden soll. Positive Korrelation bedeutet hierbei, dass mit der Verschlechterung der Bonität der Gesellschaft im Regelfall auch ein Kursverfall der verpfändeten Aktien einhergeht.
Anerkannt werden im Standardansatz nach Art. 197 Abs. 1 lit. a Bareinlagen beim kreditgebenden Institut, Staatsanleihen oder Schuldverschreibungen von Zentralbanken mit einer Mindestbonitätsstufe von 4 (Art. 197 Abs. 1 lit. b CRR), sonstige Anleihen mit einer Mindestbonitätsstufe von 3 (Art. 197 Abs. 1 lit. c-e CRR), Aktien oder Wandelanleihen im Hauptindex (Art. 197 Abs. 1 lit. f CRR), Gold (Art. 197 Abs. 1 Lit. g CRR) und Verbriefungen mit einer Mindestbonitätsstufe 3 (Art. 197 Abs. 11 CRR). Nach Art. 193 Abs. 4 CRR gelten auch „Barmittel, Wertpapiere oder Waren, die im Rahmen eines Pensions- oder Wertpapier- bzw. Warenleihgeschäfts erworben, geliehen oder eingeliefert werden“ als Kreditsicherheiten. Die Vermögenswerte des Sicherungsgebers können in Form der Verpfändung (§§ 1204 ff. BGB) von Bankguthaben bei dritten Instituten oder Wertpapieren, der Sicherungsabtretung (§§ 398 ff. BGB) von Forderungen und sonstigen Rechten, der Sicherungsübereignung von beweglichen Sachen allgemein und der Sicherungsübereignung von Kraftfahrzeugen (§§ 929, § 930 BGB) berücksichtigt werden. Nach Art. 229 Abs. 1 CRR ist dann der Marktwert für diese Kreditsicherheiten der Beleihungswert, bei Forderungen deren Nennwert.

## Anforderungen an den Beleihungswert
Während der Verkehrswert bzw. der Marktwert den aktuellen, am Markt unter normalen Umständen erzielbaren Preis eines Beleihungsobjektes darstellt, reflektiert der im Rahmen einer Sicherheitenbewertung ermittelte Beleihungswert den Wert des Objektes aus Sicht eines Kreditinstituts, das dieses Objekt über einen längeren Zeitraum finanzieren soll. In diesem Zeitraum darf der – stichtagsabhängige – Marktwert nicht unter den vorher ermittelten Beleihungswert fallen. Im Unterschied zum Marktwert soll der Beleihungswert die möglichen Wertschwankungen der Kreditsicherheit während der Kreditlaufzeit berücksichtigen. Ein Sicherheitsabschlag erfolgt dann vom Beleihungswert zur Beleihungsgrenze. Dieser Abschlag soll zusätzlich sämtliche nicht mit Wertschwankungen verbundene Risiken einer Kreditsicherheit abdecken.
Bei der Ermittlung des Beleihungswertes dominieren im Wesentlichen die Sicherheitsbedürfnisse der Kreditgeber, aber auch die Anforderungen der Rechtsprechung des BGH. Dieser hat betont, dass Bewertungsrisiken und -unschärfen angemessen Rechnung getragen werden darf. Daraus leiten sich folgende Anforderungen an den Beleihungswert ab:
- der ermittelte Wert sollte für einen möglichst langen zukünftigen Zeitraum gültig sein;
- als Maßstäbe für die Wertermittlung sollten nur aus der Vergangenheit und Gegenwart abgeleitete, beständige Wertkomponenten verwendet werden, die auch über den Prognosezeitraum als beständig angesehen werden können;
- alle verwendeten Bezugsgrößen und Wertkomponenten müssen diese Anforderungen erfüllen;
- ungesicherte Zukunftskomponenten für Wert- und Ertragssteigerungen dürfen nicht berücksichtigt werden;
- berücksichtigt werden dürfen nur die zum Bewertungszeitpunkt nachweislich gesicherten Eigenschaften und Erträge, die bei ordnungsgemäßer Nutzung jedem Besitzer dauerhaft zustehen würden;
- alle verwendeten Ansätze und wertbeeinflussenden Faktoren müssen nachvollziehbar dokumentiert werden;
- die nachhaltige Verkäuflichkeit oder Vermietbarkeit muss sorgfältig eingeschätzt werden;
- die Verwendbarkeit und Nutzbarkeit muss sorgfältig geprüft werden;
- alle mit dem Objekt verbundenen Risiken müssen dargelegt werden;
- die ausgewählte Kreditsicherheit darf keine besondere positive Korrelation zum Kreditrisiko aufweisen: so können Zessionen nur als Kreditsicherheit anerkannt werden, wenn die Drittschuldner nicht Arbeitnehmer des Kreditnehmers sind oder mit diesem eine Gruppe verbundener Kunden (Art. 4 Abs. 1 Nr. 39 CRR) bilden.

## Auswirkungen
Der ermittelte Beleihungswert wird bankinternen Kreditentscheidungen zugrunde gelegt, denn er hat Einfluss auf die Höhe der Ausfallverlustquote (LGD). Kredite im Standardansatz, bei denen das Verhältnis vom Beleihungswert der Sicherheiten {\displaystyle C} zum Nominalbetrag des Kredits {\displaystyle E} unter die Schwelle von 30 % (= reziproker Beleihungsauslauf {\displaystyle B}) fällt, wird der LGD für unbesicherte Kredite bzw. bei nicht-anerkennungsfähigen Sicherheiten in Höhe von 50 % zugeordnet, weil die Verwertungskosten die Verwertungserlöse der Sicherheiten übersteigen könnten. Kredite, bei denen das Verhältnis vom Beleihungswert der Sicherheiten zum Nominalbetrag des Kredits zwischen 30 % und 140 % liegt, wird ein LGD von ebenfalls 50 % zugeordnet. Kredite, bei denen das Verhältnis vom Wert der Sicherheiten zum Nominalbetrag des Kredits 140 % übersteigt, erhalten einen LGD in Höhe von 40 %. Es gilt
{\displaystyle B={\frac {C}{E}}}
Je höher der Beleihungswert einer Kreditsicherheit ist, umso geringer ist der reziproke Beleihungsauslauf und damit die Ausfallverlustquote.
Für Gewerbe- und Wohnimmobilien gelten abweichende Regelungen. Wohnimmobilien im Mengengeschäft sind mit einem LGD von 10 % und Gewerbeimmobilien von 15 % angesetzt (Art. 164 Abs. 4 CRR). Der Beleihungswert ist deshalb auch Grundlage für die Einstufung einer Forderung als Realkredit und ermöglicht bestimmte Anrechnungserleichterungen bei der Eigenmittelunterlegung.
Das hat zur Folge, dass bei einem geringen LGD die Risikoprämie für Kreditinstitute sinkt, so dass sie geringere Kreditzinsen oder Kreditmargen anbieten können. Dies wirkt sich insbesondere bei Immobilienfinanzierungen und integren Kreditsicherheiten wie der Verpfändung von Bankguthaben oder sicheren Staatsanleihen (Bundesobligationen) aus.
Pfandbriefbanken dürfen sich nach § 14 PfandBG in Höhe von maximal 60 % des Beleihungswertes durch die Emission von Hypothekenpfandbriefen refinanzieren. Zudem wirkt er sich bei der Anrechnung von stillen Reserven in bankeigenen Immobilien für das Eigenkapital der Kreditinstitute aus.

## Schweiz und Österreich
Auch in der Schweiz und Österreich wird beim Beleihungswert (Schweiz: Belehnungswert; Österreich: Belehnwert) vom selben Begriffsinhalt ausgegangen wie in Deutschland.